# سینمای سوریه
سینمای سوریه (انگلیسی: Cinema of Syria) از اوایل قرن بیستم به وجود آمد. اولین فیلم سوریه‌ای در سال ۱۹۲۸ ساخته‌شد.